# Online vzdělávání
Online vzdělávání vzniklo rozvojem informačních technologií a internetu. Lidé se touto formou mohou učit prostřednictvím internetu a pomocí svých počítačů, tabletu či mobilního telefonu ze svých domovů. Kromě samotného zařízení potřebují pouze internetové připojení. Toto vzdělávání může nabývat různých forem a rozvíjí principy e-learningu. Časté jsou například předtočené video kurzy, které jsou vytvořeny speciálně za tímto účelem, nebo se jedná o záznamy proběhnutých přednášek. Videozáznamy svých přednášek dělají, čím dál častěji i samotné vysoké školy u nás i v zahraničí, aby usnadnili přístup k výuce svým studentům.
Technicky může být online vzdělávání realizováno rozličnými způsoby. V případě samostatného videa je například možné mít vlastní technickou platformu, stejně jako video umístit na internetový server pro sdílení videosouborů jako je například YouTube. Online vzdělávání, ale může využívat i dalších interaktivních a multimediálních prvků, jako jsou animace, praktické úkoly či testy získaných znalostí. Příkladem kurzu, jenž využívá všechny tyto možnosti je například Digitální garáž od společnosti Google.
Od roku 2015 narůstají na oblibě rovněž tzv. webináře, což jsou online přednášky vysílané živě přes internet. To umožňují zejména specializované aplikace, jako je například Periscope nebo Livestream na Facebooku.
Mezi celosvětově známé služby nabízející online vzdělávání patří například Khan Academy, jenž nabízí výuku v mnoha desítkách jazyků včetně češtiny. S ohledem na rozvoj nových technických prostředků, jako například brýlí pro virtuální realitu, se soudí, že tento druh vzdělávání má velkou budoucnost.
I v České republice najdeme široké spektrum služeb a webových portálů, které nabízí možnosti online vzdělávání.